# Consent to Treatment
Consent to Treatment ist das zweite Studioalbum der US-amerikanischen Rockband Blue October. Es wurde zwischen 1999 und 2000 produziert und am 15. August 2000 veröffentlicht. Es ist das erste Album der Band unter dem Major-Label Universal Records. Es beinhaltet 14 Songs, darunter die beiden Singleauskopplungen HRSA und James. Produzent war Nick Launay in den Box 7 Studios in Valley Village und in den Media Vortex Studios in Burbank/Kalifornien. Da sich dieses Album nicht gut verkaufte, wurde die Band vom Label gedropped, jedoch wurde der Vertrag erneuert als die Band mit History for Sale ein erfolgreiches Album produzierten.

## Titelliste
- 1. Retarded Disfigured Clown
- 2. Independently Happy
- 3. James
- 4. HRSA
- 5. Breakfast After 10
- 6. Balance Beam
- 7. Holler
- 8. Schizophrenia
- 9. Drop
- 10. Conversation Via Radio (Do You Ever Wonder)
- 11. Angel
- 12. Libby I’m Listening
- 13. Amnesia
- 14. The Answer

## Besonderes
- Durch den schlechten Verkauf des Albums verlor die Band ihren Plattenvertrag bei Universal Records
- Consent to Treatment ist das einzige Album, wo Brant Coulter in der Band spielte
- Der Opener Retarded Disfigured Clown ist ein von Justin Furstenfeld geschriebenes und Blue Miller gesprochenes Gedicht.

## Besetzung
- Justin Furstenfeld – Gesang, Gitarre
- Brant Coulter – Gitarre
- Jeremy Furstenfeld – Schlagzeug
- Ryan Delahoussaye – Violine, Mandoline
- George Winston – Piano
- David Ahlert – Assistant Engineer
- Greg Archilla – Produktion/Mixing
- Eric Gorfain – Violine
- Martin Klemm – Assistant Engineer
- Matt Noveskey – Sleeve Art, Bass- und Akustikgitarre, Backgroundgesang
- Nick Launay – führender Produzent, Engineer, Mixing
- Bob Ludwig – Mastering
- Blue Miller – Produzent, Gesang
- Kevin Page – Assistant Engineer
- Jane Scarpantoni – Cello, String Arrangements
- Ryan Smith – Backgroundgesang